# Space Dogs (2019)
Space Dogs ist ein österreichisch-deutscher Dokumentarfilm von Elsa Kremser und Levin Peter, der im August 2019 am Locarno Film Festival in der Sektion „Cineasti del Presente“ seine Weltpremiere feierte. Er wurde auf zahlreichen Festivals weltweit gezeigt und mehrfach nominiert sowie ausgezeichnet.

## Handlung
Die streunende Hündin Laika wurde als erstes Lebewesen ins All geschickt – und damit in den sicheren Tod. Einer Legende nach kehrte sie als Geist zur Erde zurück und streift seither durch die Straßen von Moskau. Laikas Spuren folgend und aus Perspektive der Hunde gedreht, begleitet Space Dogs die Abenteuer ihrer Nachfahren: zweier Straßenhunde im heutigen Moskau. Deren Geschichte handelt von inniger Gefolgschaft, unerbittlicher Brutalität und schließlich von ihrem Blick auf uns Menschen. Verwoben mit bisher unveröffentlichtem Filmmaterial aus der Ära der sowjetischen Raumfahrt formt sich eine magische Erzählung über die Moskauer Straßenhunde – vom Aufstieg in den Weltraum bis zum Leben am Erdboden.

## Produktion
Space Dogs wurde von der österreichischen Firma Raumzeitfilm Produktion OG in Koproduktion mit der deutschen Firma IT Works Medien hergestellt. Die Produzenten des Films sind Elsa Kremser, Levin Peter und Annekatrin Hendel. Die Service-Produktion übernahm die russische Firma Vita Aktiva.
Gedreht wurde 2017 in Moskau. Die Erzählerstimme von Space Dogs übernahm der bekannte russische Schauspieler Alexei Serebrjakow.
Der Film wurde im Rahmen des START Stipendiums des Bundeskanzleramtes Österreich Abteilung Film, dem Gerd-Ruge-Stipendium der Film- und Medienstiftung NRW, der Thüringer Filmförderung, dem EuroDoc Programm, dem Nipkow Programm, dem MDM Kontakt Tag sowie dem Rough Cut Service entwickelt. Die Herstellung wurde gefördert vom Bundeskanzleramt Österreich Sektion II Kunst und Kultur, Mitteldeutsche Medienförderung, Kuratorium junger deutscher Film, Medienboard Berlin-Brandenburg und der Kärntner Filmförderung. Das ORF Film-/Fernsehabkommen sowie der RBB – Rundfunk Berlin-Brandenburg (Redaktion: Jens Stubenrauch) war ebenfalls an der Herstellung beteiligt. Die Produktion wurde außerdem unterstützt durch das ARRI International Support Program, das Österreichische Kulturforum Moskau, die Austrian Film Commission sowie German Films.
Der Film ist im Weltvertrieb von Deckert Distribution. Im September 2020 startete der Film in den USA, Kanada und Deutschland in den Kinos. In Österreich, Japan, Taiwan, Hong Kong & Macao ist der Film im Sommer 2021 in den Kinos zu sehen. Am 2. März 2021 startete der Film auf dem Streamingdienst MUBI.

## Kritik
Zum amerikanischen Start des Films schrieb Teo Bugbee in ihrer Kritik in der New York Times: „Space Dogs is full of visuals that seem pulled from another planet.“ Der Hollywood Reporter nannte den Film „excellently photographed“ und das Wired Magazin titelte: „Space Dogs Will Break Your Heart“. Die Frankfurter Allgemeine Zeitung schrieb über Space Dogs am Locarno Film Festival 2019: „Ein erhellendes filmisches Essay, das den Locarno Wettbewerb ‚Filmmakers of the Present’ überragte.“ Rüdiger Suchsland rezensierte den Film im Radiointerview aus Locarno im Deutschlandfunk: „Ein philosophischer, tiefer Film, der das macht, was Kino tun muss: ungesehene Bilder zeigen.“ Cineuropa betitelte Space Dogs als den kontroversesten Film in Locarno 2019 („Wie ein echtes Märchen lässt dieser Film unsere Gedanken schweifen.“). Die Britische Filmkritikseite DMovies schrieb dazu: „Einer der bizarrsten Dokumentarfilme, der je gemacht wurde!“ Die Neue Zürcher Zeitung während Locarno: „Man muss sich nicht auf diesen Film einlassen, sondern er lässt einen nicht mehr los.“ Die italienische Internazionale: „The film succeeds in the unexpected miracle of creating a cosmic feeling in which we are all united, men and animals – a remarkable film about life taken from an angle never seen before.“ Die Wiener Zeitung schrieb während der Viennale-Berichterstattung: „Eine der außergewöhnlichsten filmischen Arbeiten der diesjährigen Viennale.“ FM4 ebenfalls im Rahmen der Viennale: „Bizarr und wundervoll – ein fesselnder wie bewegender Film.“ Die Jury für den Preis für die „Beste Kamera Dokumentarfilm“, der im Rahmen der Diagonale 2020 an Yunus Roy Imer verliehen wurde, lobt das scharfsinnige visuelle Konzept sowie den Blick, der menschliches Terrain verlässt, um neue sensorische und emotionale Erfahrungen zu machen.
Alexander Horwath über Space Dogs: „Den richtigen Abstand zur Welt finden und sich dann dort entschieden einzurichten – das ist eine der größten Herausforderungen, nicht nur im Kino. Space Dogs meistert diese Aufgabe mit seltener Eleganz: in seiner respektvoll-insistierenden Nähe zu den Dogs und in seinem märchenhaften Fernblick auf den geschichtlichen und physikalischen Space, der sie und uns umhüllt.“

## Auszeichnungen und Filmfestivals
- Wiener Filmpreis „Bester österreichischer Film“ (2019)
- Erste Bank MehrWERT Filmpreis (Viennale 2019)
- „Special Jury Award“ (FIDOCS Filmfestival Santiago de Chile 2019)
- „Beste Kamera Dokumentarfilm“ für Yunus Roy Imer (Diagonale Filmfestival 2020)
- „Bester Dokumentarfilm“ (Bolzano Film Festival 2021)
- „Wild Dreamer Award“ (Subversive Film Festival Zagreb 2020)
- „Premio del Concorso Internazionale“ (Is Real Film Festival Sardinia 2020)
- „Lobende Erwähnung“ der Junior Jury Cineasti del Presente (Locarno Filmfestival 2019)
- "Lobende Erwähnung der ISPEC Cultura Jury (Locarno Filmfestival 2019)
- „Lobende Erwähnung“ der New Waves – Non Fiction Jury (Sevilla Film Festival 2019)
- Nominiert für den Deutschen Filmpreis für den „Besten Dokumentarfilm“ und „Beste Tongestaltung“ (2021)
- Nominiert für den Österreichischen Filmpreis für den „Besten Dokumentarfilm“ (2022)

Der Film feierte im August 2019 am Locarno Film Festival in der Sektion „Cineasti del Presente“ seine Weltpremiere, wo er zwei lobende Erwähnungen durch die „Junior Jury“ sowie die „ISPEC Cultura Jury“ erhielt. Auf der Viennale 2019 wurde der Film mit dem Wiener Filmpreis als „Bester österreichischer Film“ ausgezeichnet und erhielt den „Erste Bank MehrWERT Filmpreis“. Auf der Diagonale – Festival des österreichischen Films 2020, die aufgrund der COVID-19-Pandemie abgesagt werden musste, erhielt der Kameramann Yunus Roy Imer die Auszeichnung „Beste Kamera Dokumentarfilm“. Am FIDOCS Filmfestival in Santiago de Chile erhielt der Film den „Special Jury Award“ und am Sevilla Film Festival wurde der Film mit einer lobenden Erwähnung der „New Waves – Non Fiction“ Jury ausgezeichnet. Für die Entwicklung der Filmmusik erhielt der Komponist John Gürtler am DOK.fest München 2016 den Kompositionsförderpreis.
Space Dogs wurde weltweit auf 70 Filmfestivals präsentiert, u. a. am Mar del Plata IFF, Tallinn Black Nights IFF, Dok Leipzig, Copenhagen International Documentary Festival, Torino IFF, Festival de Cine Europeo de Sevilla, Mostra Sao Paulo, Odesa International Film Festival, Montreal International Documentary Festival, Taiwan International Documentary Festival, Houston Cinema Arts Festival, Locarno in Los Angeles, Artdocfest Moskau.
Der Film erhielt das Prädikat „besonders wertvoll“ der deutschen Film- und Medienbewertung: „Ein gewagter Film, der neben seinen formalen wie erzählerischen Qualitäten eindrucksvoll beweist, dass das Kino immer noch ein Ort ist, an dem wir über uns und den Zustand der Welt nachdenken können und neue Impulse erfahren.“